# Preußische Akademie des Bauwesens
Die Preußische Akademie des Bauwesens war eine staatliche Einrichtung mit beratender Funktion, die von 1880 bis zur Auflösung des preußischen Staates 1947 bestand.
Die Preußische Akademie des Bauwesens wurde durch einen königlichen Erlass vom 7. Mai 1880 als Nachfolgerin der Technischen Baudeputation gegründet. Sie hatte die Aufgabe, „das gesamte Baufach in künstlerischer und wissenschaftlicher Beziehung zu vertreten, wichtige öffentliche Bauunternehmungen zu beurteilen, die Anwendung allgemeiner Grundsätze im öffentlichen Bauwesen zu beraten, neue Vorschläge in künstlerischer, wissenschaftlicher und bautechnischer Beziehung zu begutachten und sich mit der weiteren Ausbildung des Baufaches zu beschäftigen.“ Organisatorisch gliederte sie sich in die Abtheilung für den Hochbau sowie die Abtheilung Ingenieur- und Maschinenwesen, in die jeweils ordentliche und außerordentliche Mitglieder berufen wurden. Die Mitgliedschaft in den beiden Abteilungen wurde alle drei Jahre bei einem durch Los bestimmten Drittel neu ergänzt. Als Mitglieder konnten alle im Deutschen Reich beschäftigten Bau- und Maschinentechniker, „welche sich durch hervorragende wissenschaftliche oder praktische Leistungen auszeichnen“ gewählt werden.
Die Akademie war administrativ dem preußischen Ministerium der öffentlichen Arbeiten untergeordnet, das sie „in Fragen des öffentlichen Bauwesens von hervorragender Bedeutung“ beraten sollte. Das Ministerium konnte zu diesem Zweck Gutachten anfordern, die Akademie durfte aber selbst initiativ werden. In den Jahren von 1900 bis 1910 erstellte die Preußische Akademie des Bauwesens insgesamt 68 Gutachten. Sie war u. a. 1912/1913 an den letztendlich erfolglosen Planungen für das Neue Königliche Opernhaus Berlin beteiligt.
Nach 1933 verlor die Akademie an Bedeutung, als Nachfolgerin kann die 1951 in Ost-Berlin gegründete Deutsche Bauakademie (DBA) angesehen werden.

## Mitgliedschaft
Zahlreiche Mitglieder aus der Gründerzeit der Akademie des Bauwesens tragen Namen, die in der Spitze der preußisch-deutschen Architektenwelt, im Maschinenbau und in der Bahntechnik Begriffe geworden sind, so zum Beispiel: Heinrich Herrmann, Hermann Ende, Ludwig Giersberg, Friedrich Adler, Paul Spieker, Reinhold Persius, Gustav Assmann, Julius Raschdorff, Johann Jacobsthal, Adolf Heyden, Johannes Otzen, Heino Schmieden, August Kind, Ernst Hake, Ludwig Alexander Veitmeyer.